# Xã Center, Quận Buffalo, Nebraska
Xã Center (tiếng Anh: Center Township) là một xã thuộc quận Buffalo, tiểu bang Nebraska, Hoa Kỳ. Năm 2010, dân số của xã này là 877 người.